# 锈毛五叶参
锈毛五叶参（学名：Pentapanax henryi）为五加科五叶参属的植物，是中国的特有植物。分布在中国大陆的四川、云南等地，生长于海拔1,200米至3,000米的地区，多生长于稀疏灌丛、向阳生森林或石山上。

## 别名
圆锥五叶参（中国高等植物图鉴）、大麻漆、马肠子树（云南土名）

## 异名
- Pentapanax henryi Harms var. fangii Hoo
- Pentapanax henryi Harms var. tomentosus Hoo ex Tseng
- Pentapanax henryi Harms var. wangshanensis Cheng